# Pietru Caxaro
Œuvres principales
- Il-Kantilena

Pietru Caxaro (vers 1400 - peu après août 1485) est un poète maltais, auteur du plus vieux texte écrit en maltais, Il-Kantilena.

## Biographie

### Origine familiale
Pietru Caxaro est issu d'une famille noble de Mdina à Malte. Sa date de naissance n'a pas été retrouvée, il doit être né au début du XVe siècle, peut-être vers 1400. Sur son testament de 1485, son père est nommé Andreotto Caxaro, fils de Orlando et Flavia, et sa mère Agnese Vagnolo, fille d'Antonello Vagnolo et Luisia De Nasis. On sait que l'un des frères de Pietru Caxaro, Nicolas, a été tué en 1473 après une bagarre avec des gens de Siggiewi, à cause d'une fille qu'il aurait été voir en secret.

### Études et homme de droit
Caxaro a commencé ses études à Malte avant de les poursuivre à Palerme. Caxaro y termine ses études de droit et devient notaire en 1438. Quelques mois après avoir obtenu son diplôme, il est nommé juge à la cour de Gozo pour les années 1440-1441. En 1441 et en 1475, il siège comme juge dans les tribunaux de Malte. Il est également juge des tribunaux civils en 1460-1461, 1470-1471 et 1481-1482, et juge des tribunaux ecclésiastiques en 1473 et 1480-1481.
Caxaro était également jurat au conseil municipal de Mdina en 1452-1453, 1458-1459, 1461-1462, 1469-1470, 1474-1475 et 1482-1483. Il est notaire ou secrétaire du même conseil en 1460 et 1468.
Il possédait des biens considérables sur la côte nord de Malte, et possédait six esclaves.

### Amitié avec les Dominicains
Depuis leur arrivée à Malte vers 1450, les frères dominicains se forgèrent de solides liens avec l'élite intellectuelle de l’archipel. Pietru Caxaro semble avoir été en bons termes avec eux, au point de les désigner comme ses héritiers universels.

### Tentative de mariage
Vers 1463, Caxaro chercha à épouser une veuve, Franca de Biglera. Cependant, son frère, prêtre au chapitre de la cathédrale, s'y oppose car le père de Caxaro était un parrain de Franca. Finalement, quand Caxaro obtient l'autorisation religieuse, Franca changea d'avis à la consternation de Caxaro qui resta célibataire jusqu'à la fin de ses jours.

### Excommunication
En 1480, Caxaro s'opposa violemment à l’évêque de Malte, soupçonné de corruption, en demandant sa démission. Son opposition a été si véhémente que l’évêque l'a excommunié en juin 1480 par mesure de représailles. Malgré la gravité de cette punition à cette époque, Caxaro resta inflexible. Ce n'est que l'année suivante que l’évêque, ayant besoin du soutien du conseil municipal et de Caxaro, leva l'interdit. 

### Décès
Caxaro rédigea son testament le 12 août 1485, et mourut quelques jours plus tard, sans que l'on connaisse la date précise. Toute sa fortune fut léguée aux frères dominicains.
On ne sait pas où il a été initialement enterré. Cependant, comme il l'avait voulu, ses restes furent plus tard transférés dans l'une des chapelles nouvellement construits de l'église de Saint-Dominique à Rabat. La chapelle a été construite grâce au legs de Caxaro, et dédiée à Notre-Dame de l'aide divine (del Soccorso Gloriosissima).
Un mémorial a été inauguré dans cette même chapelle sur la tombe de Caxaro le 30 septembre 1992.

## L'œuvre
Pietru Caxaro était pratiquement inconnu jusqu'à la découverte et la publication de son poème Il-Kantilena en 1968 par le dominicain Michael Fsadni et Godfrey Wettinger. Il s'agit d'un texte de 20 vers, écrit sur une page des registres notariaux par le prêtre Brandano Caxaro (1533-1536), lointain parent de Pietru Caxaro. La découverte fut faite par hasard, le 22 septembre 1966. Si l’authenticité de l’œuvre est indiscutable, son attribution à Caxaro a parfois été discutée mais la critique semble aujourd'hui largement favorable à cette attribution.
En prologue du poème, Brandano Caxaro a écrit quelques lignes en latin pour présenter l'auteur comme un philosophe, poète et orateur. Comme il n'a pas été retrouvé d'autre texte de Pietru Caxaro, ses autres activités littéraires restent hypothétiques.

## Sources
- (en) Cet article est partiellement ou en totalité issu de l’article de Wikipédia en anglais intitulé « Pietru Caxaro » (voir la liste des auteurs).